# Circuito di Nevers Magny-Cours
Il circuito di Nevers Magny-Cours, quasi sempre chiamato semplicemente Magny-Cours, è un circuito automobilistico nella campagna francese, vicino alle cittadine di Magny-Cours e Nevers, nel dipartimento della Nièvre in Borgogna. Ha ospitato diciotto edizioni del Gran Premio di Francia di Formula 1 (dal 1991 al 2008), il Gran Premio di Francia del Motomondiale nel 1992 e la Bol d'Or di Motociclismo fino al 2014. Attualmente ospita il Gran Premio di Francia di Superbike.

## Storia

La configurazione di 4.271 metri utilizzata nel 1991

La configurazione di 4.250 metri utilizzata dal 1992 al 2002

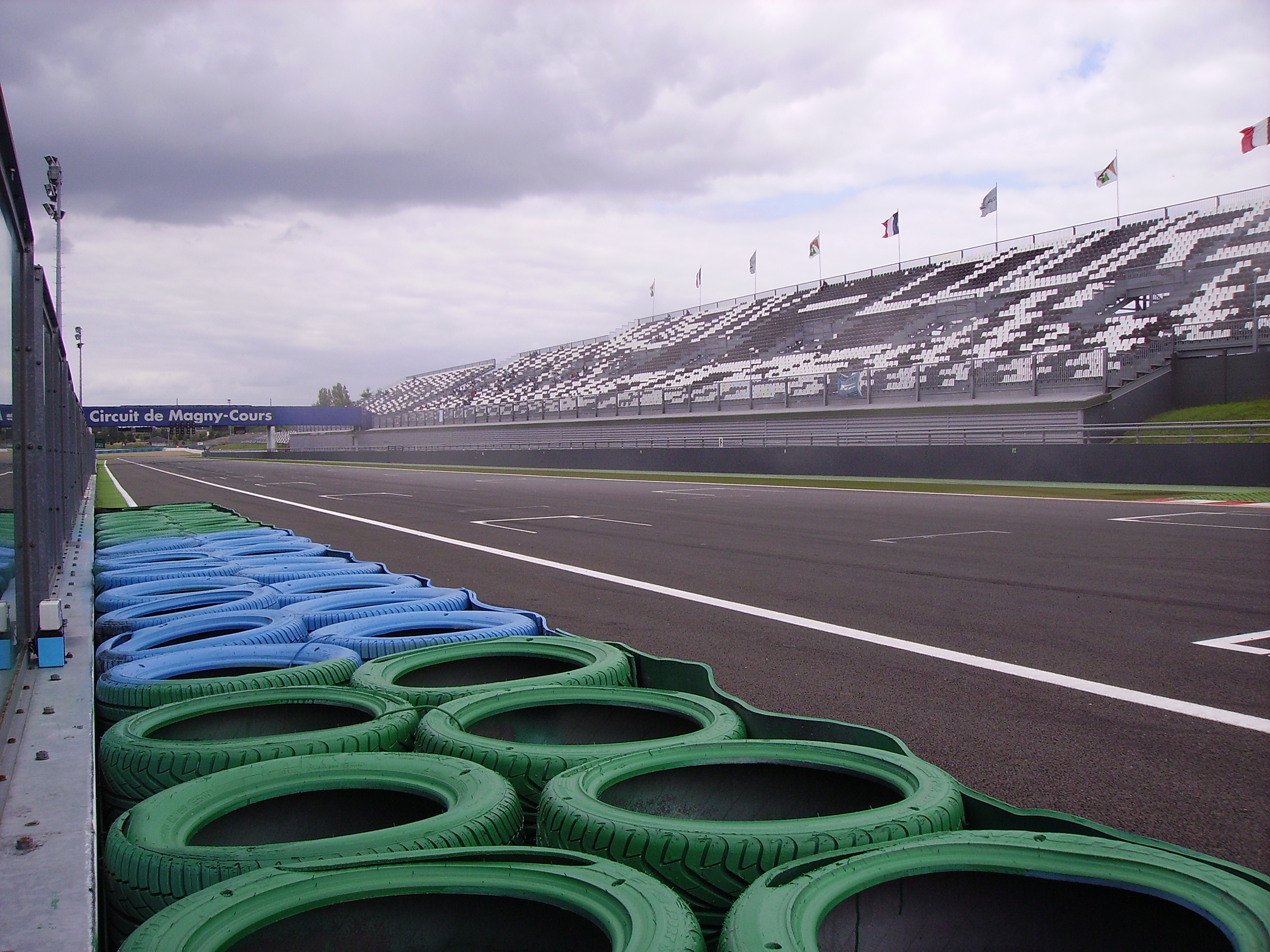
Il rettilineo principale

Fu inizialmente costruito nel 1960 da Jean Bernigaud come sede di una scuola di pilotaggio, da cui sarebbero usciti tra gli altri François Cevert e Jacques Laffite, ma negli anni ottanta la pista era ormai in abbandono fino a quando il consiglio dipartimentale della Nièvre non la acquistò per portarla a livelli internazionali ed ospitare la principale gara nazionale. Molte delle curve del tracciato attuale hanno il nome di altri circuiti, come la veloce curva Estoril o il tornantino Adelaide; le curve denominate in questo modo riproducono solitamente l'andamento di curve presenti in tali circuiti. Dotato di un asfalto molto liscio e regolare, il circuito non è però amato in quanto non fornisce opportunità di sorpasso e anche perché è situato in una regione di campagna difficile da raggiungere e senza attrattive ulteriori. L'interesse delle gare può cambiare rapidamente in caso di pioggia, come accadde nel 1999 quando la vittoria toccò inaspettatamente ad Heinz-Harald Frentzen con la Jordan.
Dopo i lavori di espansione portati a termine negli anni ottanta, sono stati pochi i ritocchi subiti dal tracciato nel corso degli anni. Il primo avvenne già nel 1992, quando venne rimossa la chicane che seguiva di pochi metri la curva Adelaide, ritenuta piuttosto inutile perché seguiva un punto già molto lento. Nel 2003 è stata modificata la parte finale della pista per fornire qualche occasione in più di sorpasso, in particolare la curva Chateau d'Eau è stata stretta e viene quindi percorsa a velocità più bassa, mentre il complesso del Lycèe pin è stato del tutto sostituito; l'allungo dopo la Chateau d'Eau è più lungo e curva verso sinistra. Arrivati all'altezza dei box, si incontra una curva a destra piuttosto stretta, in cui è possibile a volte tentare il sorpasso, e poi una chicane destra-sinistra che riporta sul rettilineo di partenza. Allo stesso tempo, è stata modificata l'uscita dei box, che prima avveniva proprio nel punto dove le vetture andavano a prendere la corda nella percorrenza della velocissima Grande Courbe; nel disegno attuale, è stata spostata all'esterno del curvone Estoril, in modo che le vetture rientrino in pista a velocità maggiore e su una traiettoria diversa dalle vetture che arrivano dal tratto della partenza.
Dal 1991 il circuito ospitò ininterrottamente 18 edizioni del Gran Premio di Francia. Il 12 maggio 2008 il patron della Formula 1 Bernie Ecclestone annunciò che dal campionato 2009 la gara francese non si sarebbe corsa più a Magny-Cours; pertanto, in assenza di altri candidati credibili, l'evento non fu compreso nel calendario della stagione 2009. A settembre 2012 il tracciato ha ospitato nuovamente la Formula 1 grazie all'organizzazione della sessione di test per i giovani piloti. Nel maggio 2014 il circuito francese annunciò la sua volontà di rientrare nel calendario iridato per ospitare il Gran Premio di Francia a partire dalla stagione 2015, ma Ecclestone invece negò che la Formula 1 sarebbe potuta tornare in Francia nel futuro prossimo. Dalla stagione 2018 il Gran Premio di Francia si svolge nuovamente, ospitato però nel circuito Paul Ricard, decretando così il definitivo abbandono di Magny-Cours. Bernie Ecclestone ha aspramente criticato negli anni non solo il circuito ma anche la zona circostante, poiché quest'ultima non ha raggiunto i livelli di sviluppo prospettati causando notevoli disagi per le scuderie partecipanti al campionato, facendo guadagnare al circuito il nomignolo di "cattedrale nel deserto".
Nonostante l'assenza della Formula 1, la pista continua a rinnovare regolarmente la licenza di grado 1 della FIA. Attualmente il circuito è usato per svariati eventi motoristici, tra cui il Gran Premio francese di Superbike.

## Albo d'oro della Formula 1
| Anno | Pilota                | Costruttore        |
| ---- | --------------------- | ------------------ |
| 1991 | Nigel Mansell         | Williams-Renault   |
| 1992 | Nigel Mansell         | Williams-Renault   |
| 1993 | Alain Prost           | Williams-Renault   |
| 1994 | Michael Schumacher    | Benetton-Ford      |
| 1995 | Michael Schumacher    | Benetton-Renault   |
| 1996 | Damon Hill            | Williams-Renault   |
| 1997 | Michael Schumacher    | Ferrari            |
| 1998 | Michael Schumacher    | Ferrari            |
| 1999 | Heinz-Harald Frentzen | Jordan-Mugen-Honda |
| 2000 | David Coulthard       | McLaren-Mercedes   |
| 2001 | Michael Schumacher    | Ferrari            |
| 2002 | Michael Schumacher    | Ferrari            |
| 2003 | Ralf Schumacher       | Williams-BMW       |
| 2004 | Michael Schumacher    | Ferrari            |
| 2005 | Fernando Alonso       | Renault            |
| 2006 | Michael Schumacher    | Ferrari            |
| 2007 | Kimi Räikkönen        | Ferrari            |
| 2008 | Felipe Massa          | Ferrari            |

### Vittorie per pilota
| Vittorie | Pilota                | Anno(i)/Vettura |
| -------- | --------------------- | --- |
| 8        | Michael Schumacher    | 1994/Benetton - 1995/Benetton - 1997/Ferrari - 1998/Ferrari - 2001/Ferrari - 2002/Ferrari - 2004/Ferrari - 2006/Ferrari |
| 2        | Nigel Mansell         | 1991/Williams - 1992/Williams                                                                                           |
| 1        | Alain Prost           | 1993/Williams |
| 1        | Damon Hill            | 1996/Williams |
| 1        | Heinz-Harald Frentzen | 1999/Jordan |
| 1        | David Coulthard       | 2000/McLaren |
| 1        | Ralf Schumacher       | 2003/Williams |
| 1        | Fernando Alonso       | 2005/Renault |
| 1        | Kimi Räikkönen        | 2007/Ferrari |
| 1        | Felipe Massa          | 2008/Ferrari |
|          |                       | |

### Vittorie per scuderia
| Vittorie | Scuderia | Anno(i)/Pilota |
| -------- | -------- | --- |
| 8        | Ferrari  | 1997/Michael Schumacher - 1998/Michael Schumacher - 2001/Michael Schumacher - 2002/Michael Schumacher - 2004/Michael Schumacher - 2006/Michael Schumacher - 2007/Kimi Räikkönen - 2008/Felipe Massa |
| 5        | Williams | 1991/Nigel Mansell - 1992/Nigel Mansell - 1993/Alain Prost - 1996/Damon Hill - 2003/Ralf Schumacher                                                                                                 |
| 2        | Benetton | 1994/Michael Schumacher - 1995/Michael Schumacher |
| 1        | Jordan   | 1999/Heinz-Harald Frentzen |
| 1        | McLaren  | 2000/David Coulthard |
| 1        | Renault  | 2005/Fernando Alonso |